# Кардаки
Кардаки — название персидских военных формирований.

## Упоминания в античных источниках
Страбон описывал систему подготовки персидских подростков и юношей, которую они проходят с 5 до 24 лет. Она включала упражнения в стрельбе из лука, метании дротиков, верховой езде, борьбе и соответствующую физическую подготовку и соответствующий образ жизни (подъём перед утренней зарёй, ночёвки под открытым небом, самостоятельный поиск пищи в дикой природе). Согласно Страбону, этих персов называли «кардаками», от слова «καρδα» («воинственный дух», «мужество»).
Корнелий Непот утверждал, что у военачальника Автофрадата, который во время правления Артаксеркса II противостоял Датаму, было «100 тысяч пехотинцев, которых они называют кардаками».
Арриан упоминал 60 тысяч кардаков, которые в битве при Иссе 333 года до н. э. находились по сторонам войска в 30 тысяч греческих наёмников под командованием Тимонда. Историк подчёркивал, что кардаки, как и греческие наёмники, были тяжеловооружёнными воинами гоплитами. Также кардаков, которыми руководил галат Лисимах, упоминает Полибий при описании битвы при Рафии.
Из этих и других не сохранившихся источников этот термин стал известен греческим лексикографам и византийским историкам, которые приводили разные его определения. Элий Дионисий понимал под «кардаками» наёмников на службе у персидского царя. Павсаний Дамасский считал, что «кардаки» были азиатскими воинами-охранниками царя. Гесихий Милетский называл «кардаками» иностранных наёмников в армии Ахеменидов.

## Современные представления
Современные историки, преимущественно, считают данные Страбона недостоверными. Его описание больше напоминает систему подготовки спартанских воинов агогэ, а не персов. К тому же, согласно Страбону, «кардаками» называли юношей во время подготовки, а не воинские подразделения в реальных боевых условиях.
В историографии существует несколько версий относительно времени создания, их вооружения и национального состава. Р. Шмитт отмечает, что Корнелий Непот использовал при написании своего сочинения труды Динона и, соответственно, заслуживают доверия. Корнелий Непот и Арриан, при описании событий с упоминанием кардаков, чётко разделяют греческих наёмников, контингенты из покорённых народов, а также истинно «варварскую» пехоту, к которой относились кардаки, и кавалерию.